# Antoine Tassy
Antoine Tassy (26 de marzo de 1924-3 de marzo de 1991) fue un futbolista y entrenador haitiano. Dirigió en varias oportunidades a la Selección de fútbol de Haití, en particular durante la Copa Mundial de Fútbol de 1974 en Alemania Federal.

## Carrera internacional (jugador)
Participó con Haití en la Copa CCCF de 1957, en Curazao, torneo donde campeonó disputando 4 juegos y marcando 3 goles. Integró el equipo ideal de la justa. Previamente había defendido los colores de su país en las eliminatorias para el Mundial de 1954 jugando dos partidos ante México.
Por otra parte, disputó su carrera profesional en el club haitiano del Victory Sportif Club.

### Palmarés
| Torneo         | Sede    | Resultado |
| -------------- | ------- | --------- |
| Copa CCCF 1957 | Curazao | Campeón   |

## Carrera como entrenador
Tassy fue seleccionador de Haití en distintas etapas:
- 1961: en su primer torneo oficial como entrenador, logró el 4° lugar en la Copa CCCF 1961 en Costa Rica.
- 1962-1963: fue seleccionador de Jamaica durante la Campeonato Concacaf de 1963.
- 1963-1964: con Racing Club Haitien, ganó la Copa de Campeones de la Concacaf 1963.
- 1965-1974: fue su etapa más fecunda, disputó los Campeonatos Concacaf de Naciones de 1971 (donde logró el subcampeonato) y 1973 donde campeonó y sobre todo le dio el pase a su país para su primer Mundial,[3] en Alemania 1974, certamen donde fue eliminado en primera ronda.
- 1980-1981: seleccionador interino, disputó las eliminatorias para el Mundial de 1982.

| Selección / Club               | País    | Año         |
| ------------------------------ | ------- | ----------- |
| Selección de fútbol de Haití   | Haití   | 1961        |
| Selección de fútbol de Jamaica | Jamaica | 1962 - 1963 |
| Racing Club Haïtien            | Haití   | 1963-1964   |
| Selección de fútbol de Haití   | Haití   | 1965 - 1974 |
| Selección de fútbol de Haití   | Haití   | 1980 - 1981 |

### Resultados
| Torneo                                | Sede              | Resultado     |
| ------------------------------------- | ----------------- | ------------- |
| Copa CCCF 1961                        | Costa Rica        | 4° lugar      |
| Campeonato Concacaf de 1963           | El Salvador       | Primera fase  |
| Copa de Campeones de la Concacaf 1963 | Haití             | Campeón       |
| Campeonato Concacaf de 1965           | Guatemala         | 6° lugar      |
| Campeonato Concacaf de 1967           | Honduras          | 5° lugar      |
| Campeonato Concacaf de 1971           | Trinidad y Tobago | Subcampeón    |
| Campeonato Concacaf de 1973           | Haití             | Campeón       |
| Copa Mundial de Fútbol de 1974        | Alemania          | Primera ronda |
| Campeonato Concacaf de 1981           | Honduras          | 6° lugar      |